# والدنبورگ، بادن-وورتمبرگ
شهر والدنبورگ، بادن-وورتمبرگ (به آلمانی: Waldenburg, Baden-Württemberg) در ایالت بادن-وورتمبرگ در کشور آلمان واقع شده‌است. در سال ۱۹۴۵ در جریان جنگ جهانی دوم این شهر به‌طور کامل توسط توپخانه آمریکا نابود شد.

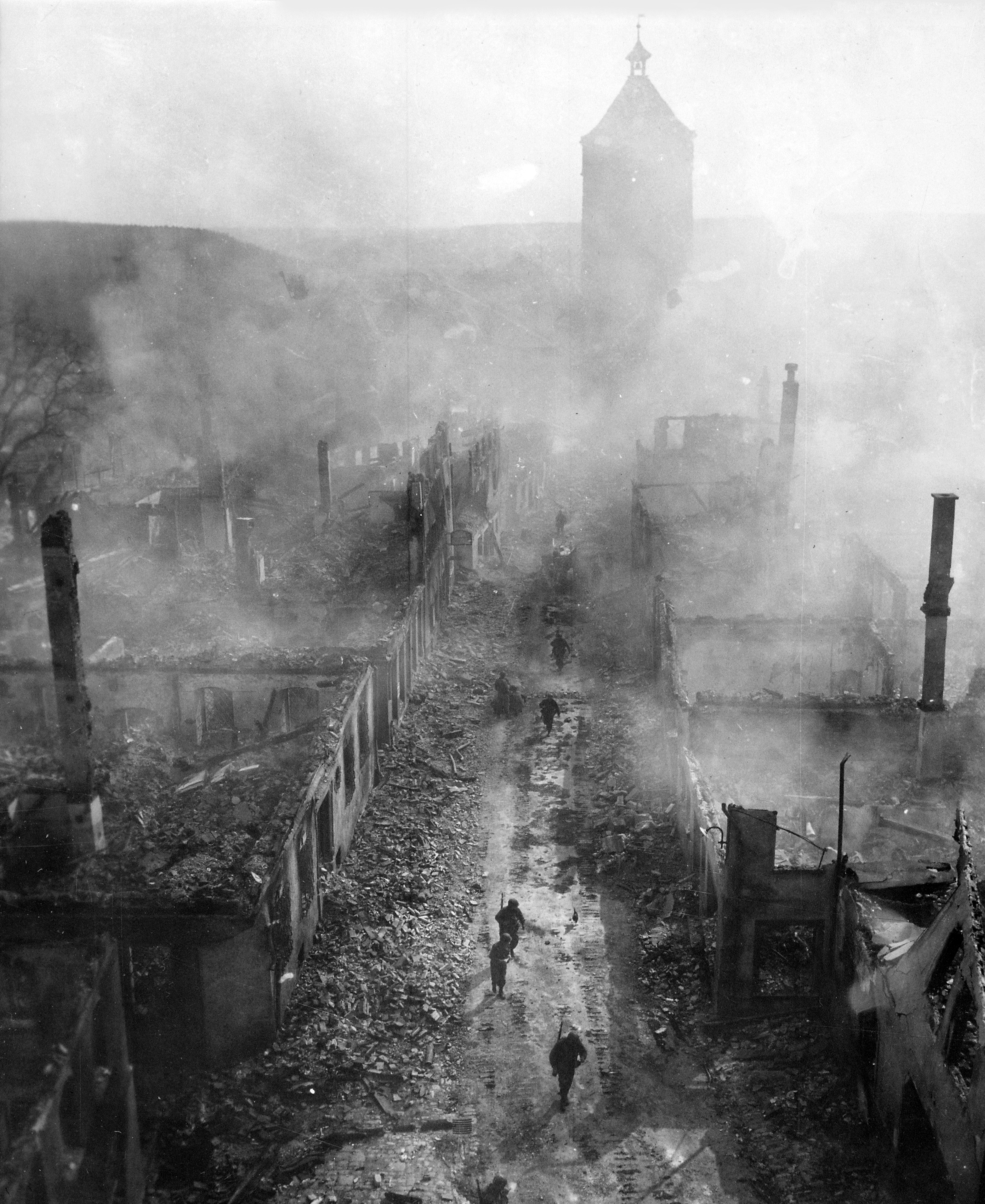
شهر والدنبورگ در جریان بمباران توپخانه آمریکا در جنگ جهانی دوم

## نگارخانه

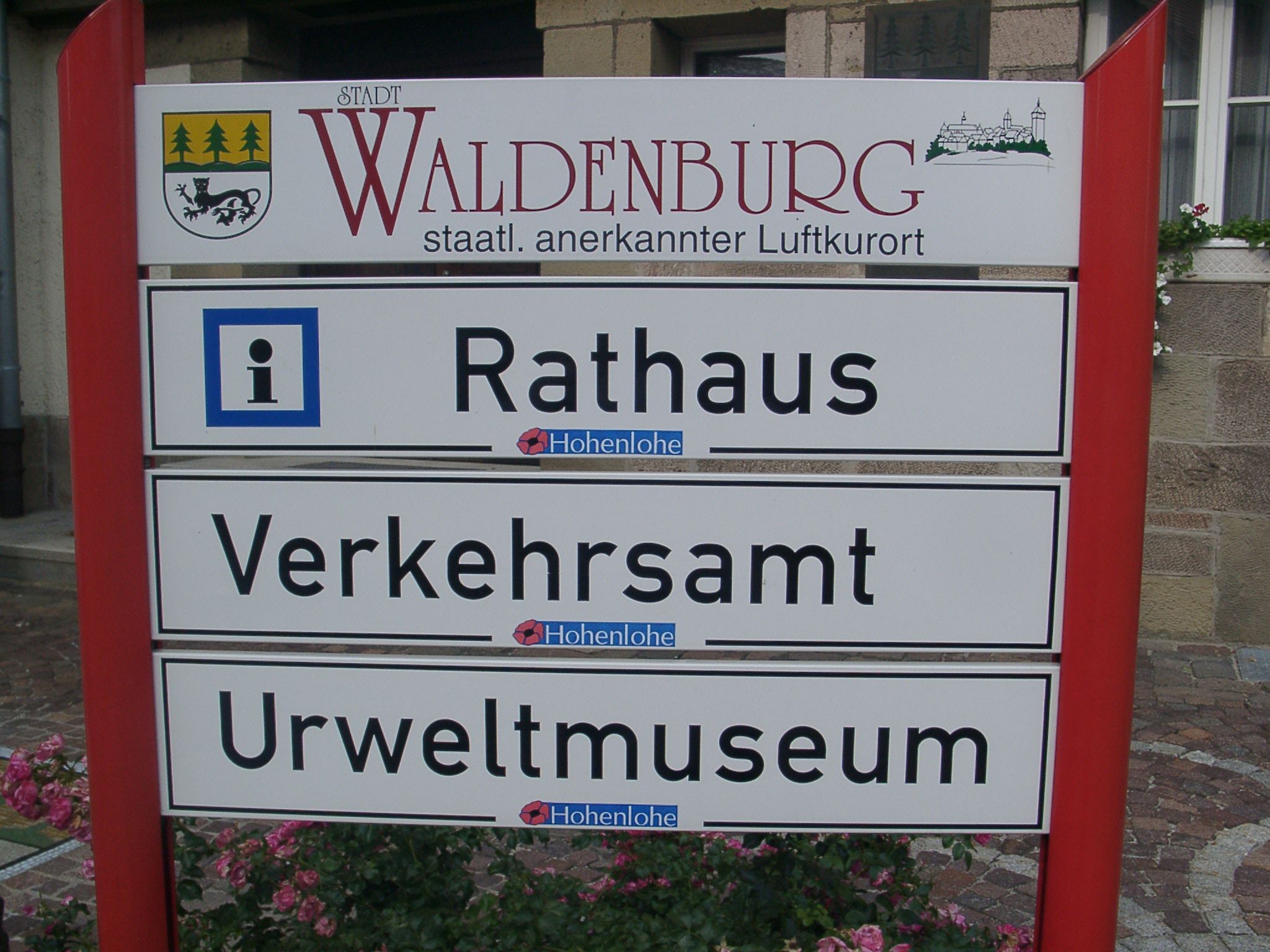
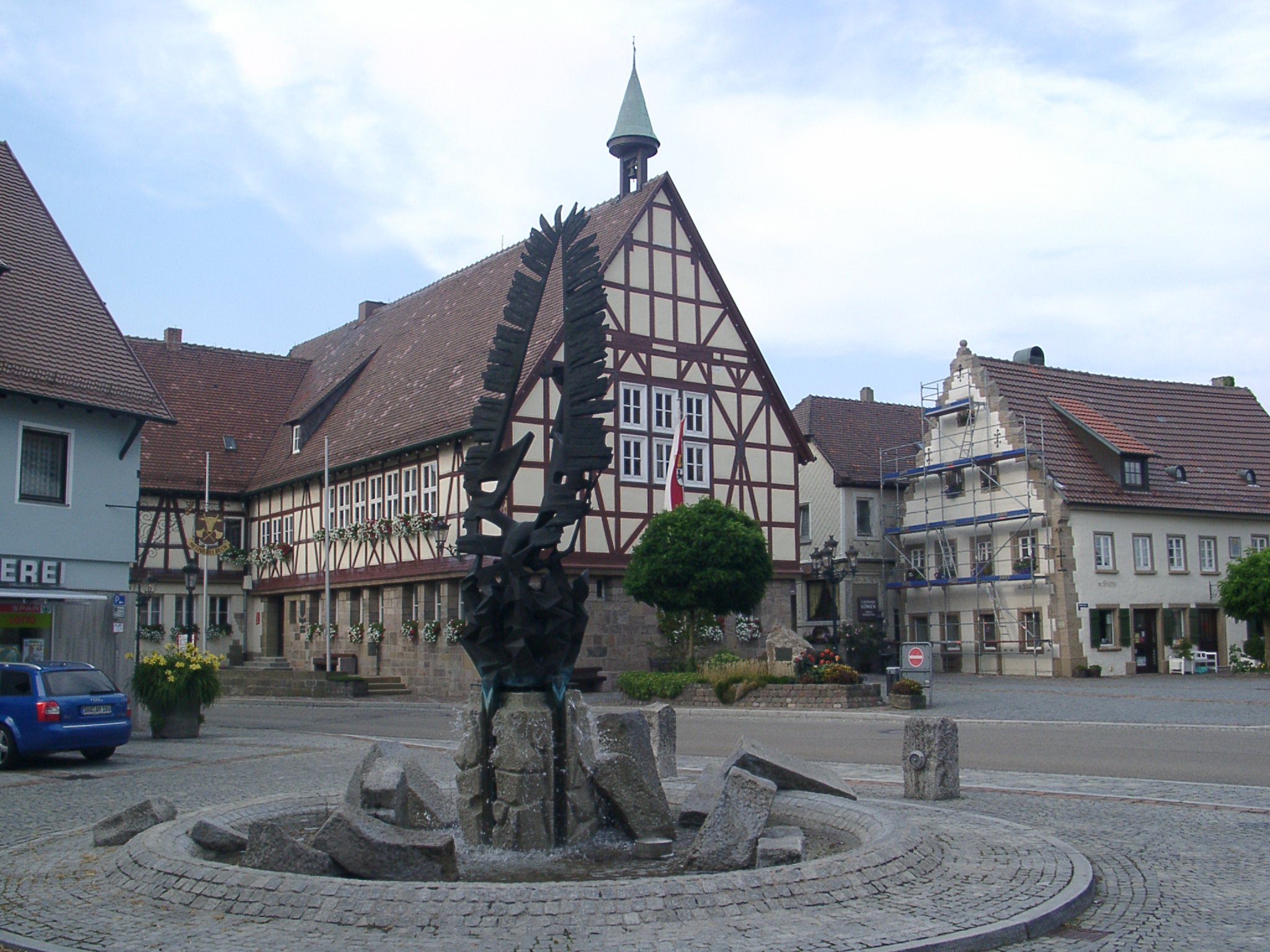
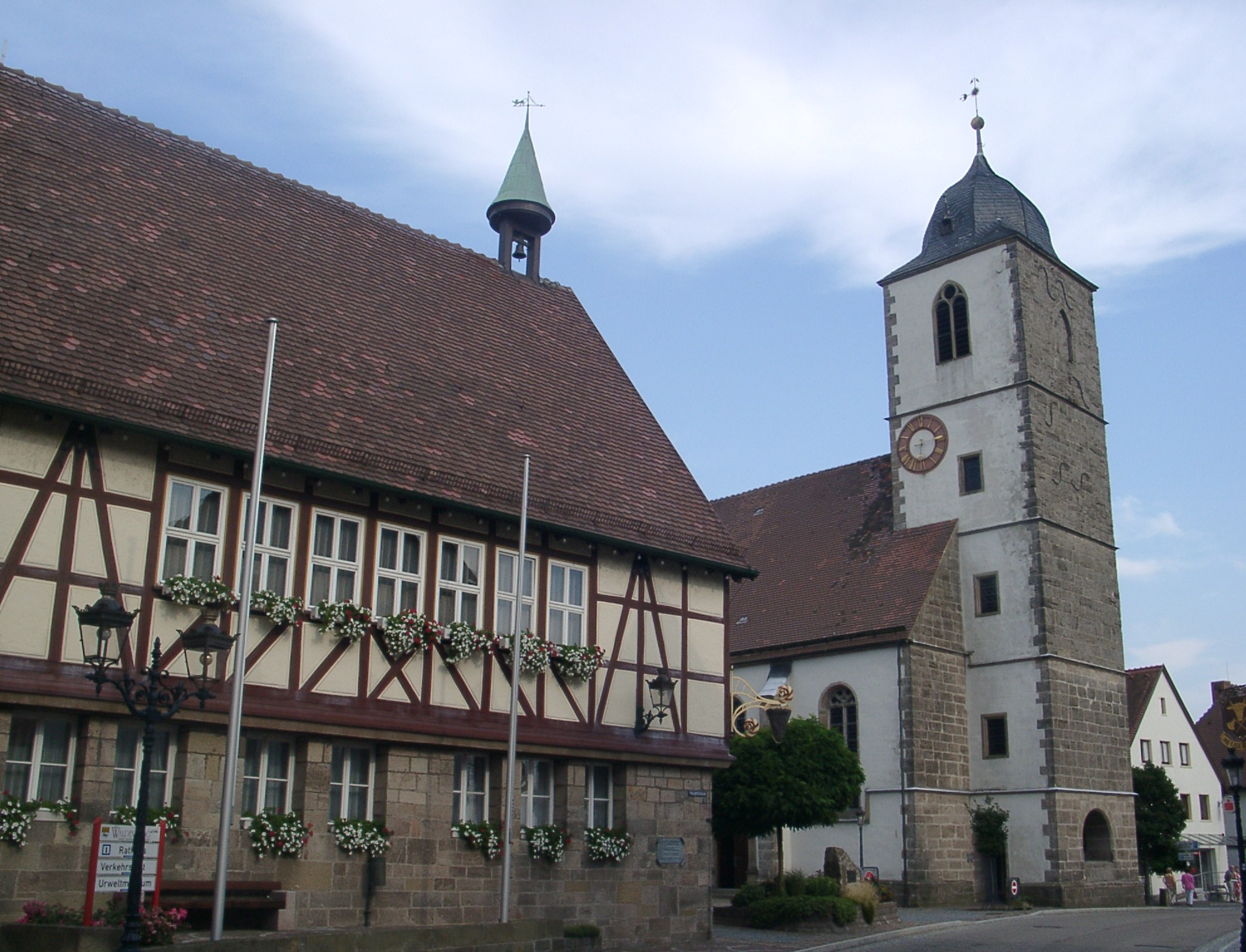
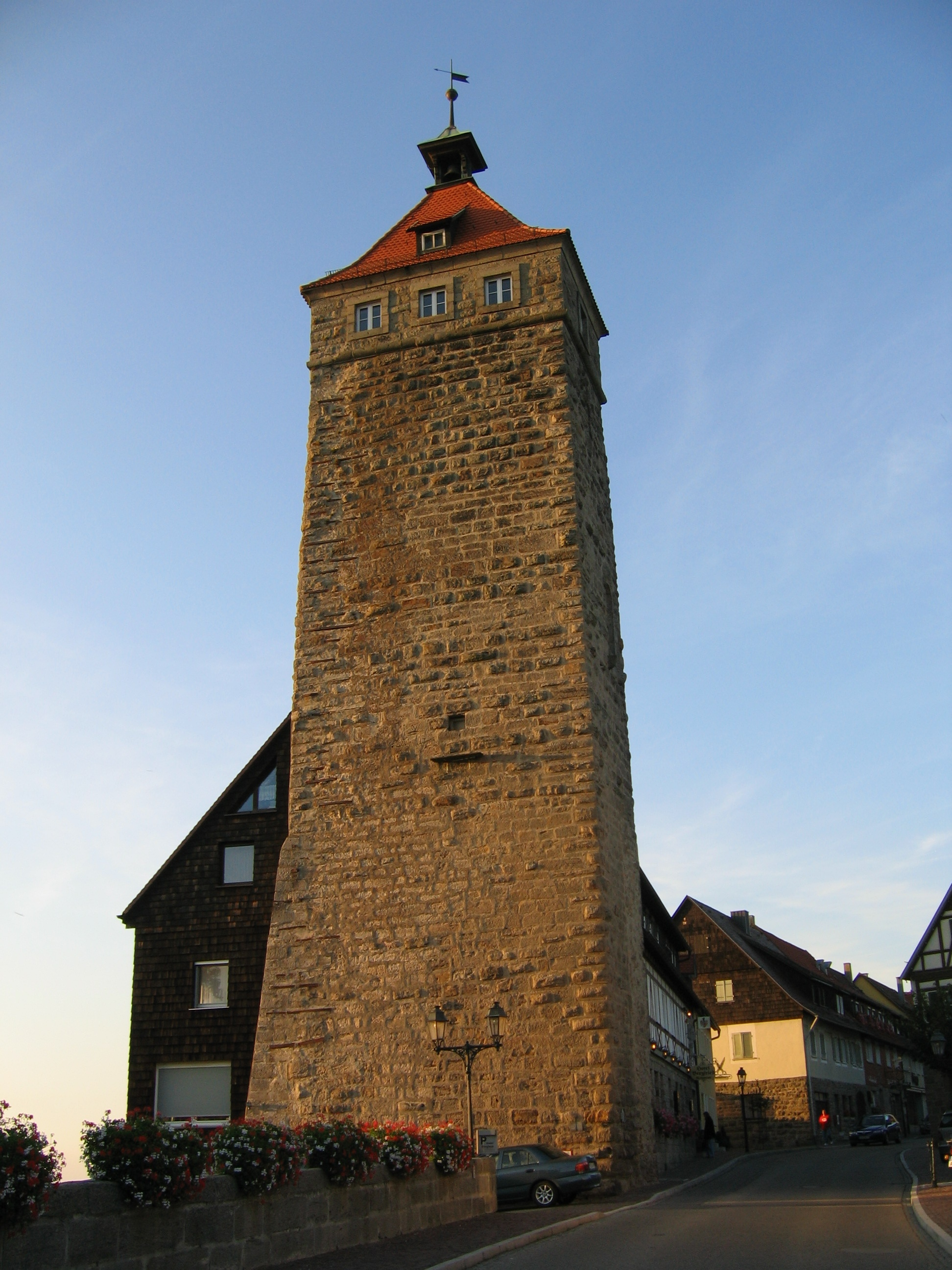